# يوسف العبدلي
يوسف عبدلي هو لاعب كرة قدم تونسي في مركز الهجوم، ولد في 9 سبتمبر 1998 في مدينة تونس في تونس يلعب في الترجي الرياضي التونسي.

## وصلات خارجية
- يوسف عبدلي على موقع قاعدة بيانات كرة القدم.إي يو (الإنجليزية)
- يوسف عبدلي على موقع Soccerway.com (الإنجليزية)